# قبضه (فیلم)
قبضه (به هندی: Kabzaa) فیلمی محصول سال ۱۹۸۸ و به کارگردانی ماهش بات است. در این فیلم بازیگرانی همچون راج بابار، سانجی دات، آمریتا سینگ، پارش راوال، آلوک نات، دیمپل کاپادیا ایفای نقش کرده‌اند.